# Kanton Bern
Kanton Bern er en kanton i Schweiz. Den har et areal på 5.959 km2
og er med et indbyggertal på 1.034.977 (2018) indbyggere den befolkningsmæssigt næststørste kanton i Schweiz. Hovedstaden hedder Bern ligesom kantonen. 

## Geografi
Kantonen har den største nord-syd udstrækning af alle de schweiziske kantoner. Mod nord grænser kantonen Bern mod Jura, Solothurn og Aargau, mod vest til Neuchâtel, Vaud og Fribourg, mod øst til Luzern, Nidwalden, Obwalden og Uri og mod syd til Valais.
Bern har to eksklaver i Fribourg, og kantonen har på sin side selv en fribourgsk og solothunsk enklave.

## Historie
Bern var et af de otte områder, der sluttede sig til det schweiziske edsforbund inden 1353. I 1979 udskiltes en del af det fransktalende område som Kanton Jura.